# Itzia, tango y cacao
Itzia, tango y cacao es una película colombiana de 2023 dirigida y protagonizada por Flora Martínez. Otros miembros del elenco incluyen a Gerardo Romano, Patricia Ércole, Carmiña Martínez y Hermes Camelo.con música de José Reinoso y Juan Ibarra y los Chucureños. Fue estrenada en las salas de cine colombianas el 26 de octubre de 2023.
Para prepararse para el papel, Martínez pasó tiempo con personas con discapacidad auditiva y aprendió el lenguaje de señas. El filme fue grabado en locaciones de San Vicente de Chucurí y Zipaquirá.

## Sinopsis
Itzia es una campesina sorda que solamente escucha una cautivadora melodía proveniente del mismo punto cardinal. Los habitantes del pueblo piensan que ha perdido la razón, y la convencen de recurrir a ayuda profesional. Sin embargo, ella está plenamente convencida de lo que escucha y emprende un viaje hacia dicho lugar en el mundo para demostrar que no está loca.

## Reparto

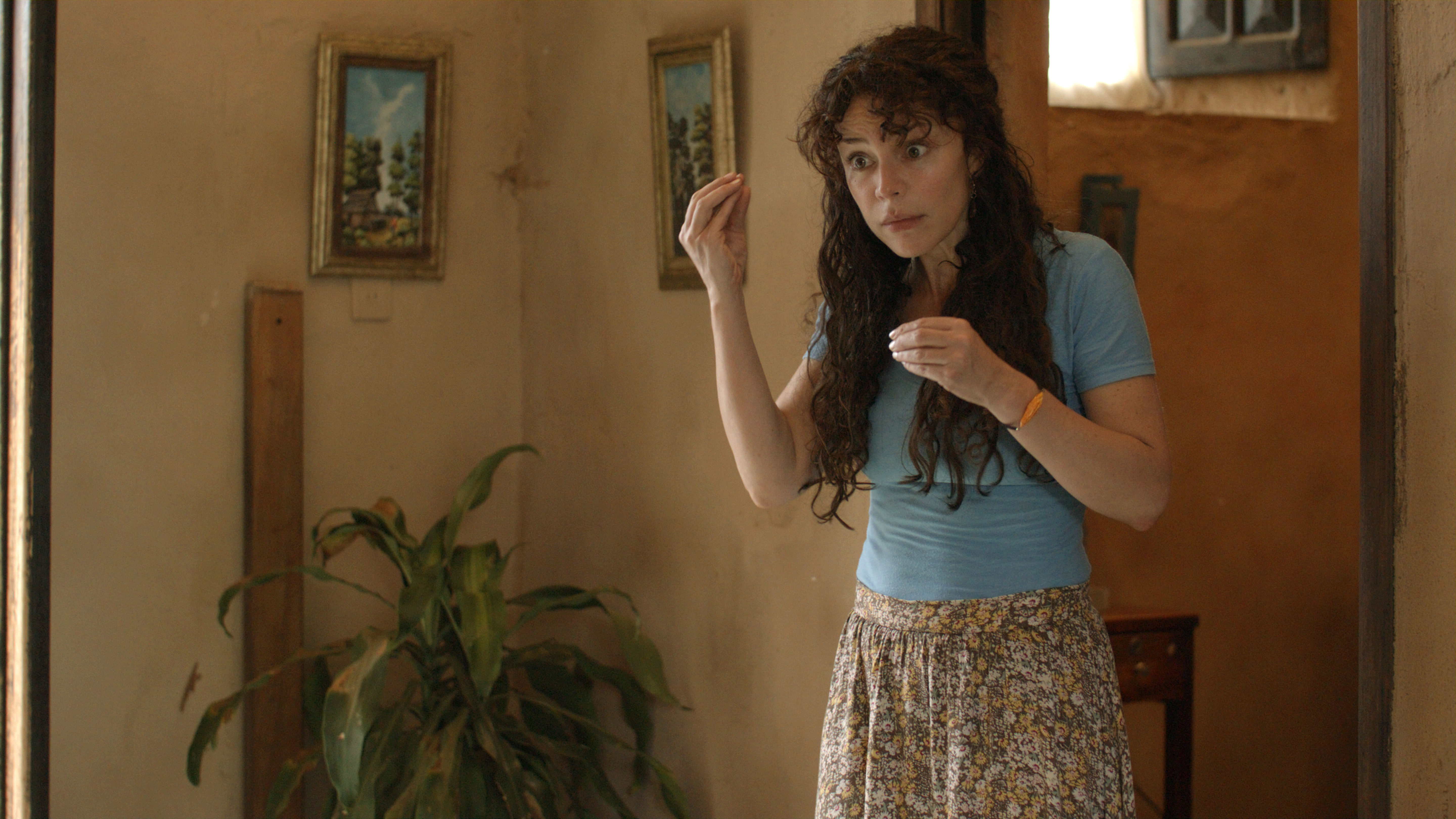
Flora Martínez durante el rodaje del filme.

- Flora Martínez es Itzia
- Gerardo Romano es Rubén
- Patricia Ércole es Julia
- Carmiña Martínez es Victoria
- José Acosta es Andrés
- Julián Díaz es Jared
- Ana Wills

Fuente:

## Estreno
Antes de estrenarse en las salas de cine colombianas el 26 de octubre de 2023, el filme participó en eventos internacionales como el Power Screen Film Festival del Reino Unido, el Festival de Cine de Nueva York, el Rising Sun International Film Festival de Japón, los Golden Pen Script Awards canadienses, el Nawada International Film Festival de la India y los European Cinematography Awards de los Países Bajos, entre otros.

## Premios y reconocimientos
| Año  | Evento                                                           | Categoría                              | Receptor                 | Resultado |
| ---- | ---------------------------------------------------------------- | -------------------------------------- | ------------------------ | --------- |
| 2023 | Power Screen Film Festival                                       | Mejor sonido                           | Sebastián Pérez Bastidas | Ganador   |
| 2023 | Power Screen Film Festival                                       | Mejor música                           | José Reinoso             | Ganador   |
| 2023 | European Cinematography Awards                                   | Mejor película                         | Itzia, tango y cacao     | Ganador   |
| 2023 | European Cinematography Awards                                   | Mejor actriz                           | Flora Martínez           | Ganador   |
| 2023 | Nawada International Film Festival                               | Mejor película                         | Itzia, tango y cacao     | Ganador   |
| 2023 | Cine Paris Film Festival                                         | Mejor actriz                           | Flora Martínez           | Ganador   |
| 2023 | Cine Paris Film Festival                                         | Mejor directora ópera prima            | Flora Martínez           | Ganador   |
| 2023 | Berlin Independent Woman Film Festival                           | Mejor actriz                           | Flora Martínez           | Ganador   |
| 2023 | Berlin Independent Woman Film Festival                           | Mejor directora ópera prima            | Flora Martínez           | Ganador   |
| 2023 | 14th Bridges International Film Festival of Peloponnese (Grecia) | Premio Golden Pegasus a mejor película | Itzia, tango y cacao     | Ganador   |
| 2023 | 14th Bridges International Film Festival of Peloponnese (Grecia) | Mejor actriz                           | Flora Martínez           | Ganador   |
| 2023 | 14th Bridges International Film Festival of Peloponnese (Grecia) | Mejor guion                            | José Reinoso             | Ganador   |
| 2023 | 14th Bridges International Film Festival of Peloponnese (Grecia) | Mejor música                           | José Reinoso             | Ganador   |
| 2023 | 14th Bridges International Film Festival of Peloponnese (Grecia) | Mejor actor                            | Julián Díaz              | Ganador   |